# سنيلول (كامبريدجشير)
سنيلول (بالإنجليزية: Snailwell)‏ هي قرية و أبرشية مدنية تقع في المملكة المتحدة في إنجلترا. يقدر عدد سكانها بـ 224 نسمة .